# Colombia en la clasificación de Conmebol para la Copa Mundial de Fútbol de 1990
La Selección de Colombia es una de las diez selecciones de fútbol que participaron en la Clasificación de Conmebol para la Copa Mundial de Fútbol de 1990, en la que se definieron los representantes de Conmebol para la Copa Mundial de Fútbol de 1990, que se desarrolló en Italia. 
La etapa preliminar —también denominada eliminatorias— se jugó en América del Sur, desde el 20 de agosto de 1989 y finalizó el 24 de septiembre de 1989. En las eliminatorias, se jugaron 4 fechas en cada grupo, con partidos de ida y vuelta.
El torneo definió cinco equipos que representaron a la Confederación Sudamericana de Fútbol en la Copa Mundial de Fútbol. Los dos mejor posicionados de cada grupo, se clasificaron directamente al mundial mientras que el segundo ubicado del grupo 2, Colombia, jugó repesca intercontinental frente a Israel.

## Participante
| Selección de fútbol de Colombia |                                        |                    |
| Ciudad                          | Estadio                                | Entrenador         |
| Barranquilla                    | Estadio Metropolitano Roberto Meléndez | Francisco Maturana |
|                                 |                                        |                    |
| Federación Colombiana de Fútbol |                                        |                    |

### Tabla de clasificación
| Selección | Pts. | PJ | PG | PE | PP | GF | GC | Dif |
| --------- | ---- | -- | -- | -- | -- | -- | -- | --- |
| Colombia  | 5    | 4  | 2  | 1  | 1  | 5  | 3  | +2  |
| Paraguay  | 4    | 4  | 2  | 0  | 2  | 6  | 7  | -1  |
| Ecuador   | 3    | 4  | 1  | 1  | 2  | 4  | 5  | -1  |

### Partidos

#### Primera vuelta
| Jornada   | Fecha                | Estadio                        | Racha | Local    |                     | Resultado |                     | Visitante |
| --------- | -------------------- | ------------------------------ | ----- | -------- | ------------------- | --------- | ------------------- | --------- |
| Jornada 1 | 20 de agosto de 1989 | Metropolitano, Barranquilla    | Sí    | Colombia | Bandera de Colombia | 2:0       | Bandera de Ecuador  | Ecuador   |
| Jornada 2 | 27 de agosto de 1989 | Defensores del Chaco, Asunción | No    | Paraguay | Bandera de Paraguay | 2:1       | Bandera de Colombia | Colombia  |

#### Segunda vuelta
| Jornada   | Fecha                    | Estadio                                   | Racha | Local    |                     | Resultado |                     | Visitante |
| --------- | ------------------------ | ----------------------------------------- | ----- | -------- | ------------------- | --------- | ------------------- | --------- |
| Jornada 3 | 3 de septiembre de 1989  | Monumental Isidro Romero Carbo, Guayaquil |       | Ecuador  | Bandera de Ecuador  | 0:0       | Bandera de Colombia | Colombia  |
| Jornada 4 | 17 de septiembre de 1989 | Metropolitano, Barranquilla               | Sí    | Colombia | Bandera de Colombia | 2:1       | Bandera de Paraguay | Paraguay  |

#### Repesca intercontinental
| 15 de octubre de 1989 | Colombia     | 1:0 (0:0) | Israel | Estadio Metropolitano, Barranquilla                                  |                                                                      |
|                       | Usuriaga 73' |           |        | Asistencia: 59 543 espectadores Árbitro(s): Michel Vautrot (Francia) | Asistencia: 59 543 espectadores Árbitro(s): Michel Vautrot (Francia) |

| 30 de octubre de 1989 | Israel | 0:0 | Colombia | Ramat Gan Stadium, Ramat Gan                |  |
|                       |        |     |          | Árbitro(s): Edgardo Codesal Méndez (México) |  |

## Estadísticas

### Convocados
Listado de jugadores que participaron en las eliminatorias para la Copa Mundial 1990.
| N.º | Nombre                  | Posición      | Clubes                         |
| --- | ----------------------- | ------------- | ------------------------------ |
|     | René Higuita            | Portero       | Atlético Nacional              |
|     | Eduardo Niño            | Portero       | Independiente Santa Fe         |
|     | Wilson Pérez            | Defensa       | Junior                         |
|     | León Villa              | Defensa       | Atlético Nacional              |
|     | Andrés Escobar          | Defensa       | Atlético Nacional              |
|     | Luis Carlos Perea       | Defensa       | Atlético Nacional              |
|     | Carlos Mario Hoyos      | Defensa       | Deportivo de Cali              |
|     | Alexis Mendoza          | Defensa       | Junior                         |
|     | Gildardo Biderman Gómez | Defensa       | Atlético Nacional              |
|     | Luis Fernando Herrera   | Defensa       | Atlético Nacional              |
|     | José Ricardo Pérez      | Mediocampista | Atlético Nacional              |
|     | Leonel Álvarez          | Mediocampista | Atlético Nacional              |
|     | Wilmer Cabrera          | Mediocampista | Independiente Santa Fe         |
|     | Gabriel Jaime Gómez     | Mediocampista | Independiente Medellín         |
|     | Bernardo Redín          | Mediocampista | Deportivo de Cali              |
|     | Freddy Rincón           | Mediocampista | Independiente Santa Fe         |
|     | Luis Alfonso Fajardo    | Mediocampista | Atlético Nacional              |
|     | Carlos Valderrama       | Mediocampista | Montpellier Hérault Sport Club |
|     | Rubén Darío Hernández   | Delantero     | Millonarios                    |
|     | Carlos Enrique Estrada  | Delantero     | Millonarios                    |
|     | Albeiro Usuriaga        | Delantero     | Atlético Nacional              |
|     | Arnoldo Iguarán         | Delantero     | Millonarios                    |
|     | Juan Jairo Galeano      | Delantero     | Atlético Nacional              |
|     | Alexis García           | Mediocampista | Atlético Nacional              |
|     | Jaime Arango            | Delantero     | Atlético Nacional              |
|     | Alex Valderrama         | Delantero     | Atlético Nacional              |
|     | Miguel Guerrero         | Delantero     | América de Cali                |
|     | Mario Alberto Coll      | Mediocampista | Junior                         |
|     | John Jairo Díaz         | Defensa       | Millonarios                    |
|     | Gustavo Restrepo        | Defensa       | Atlético Nacional              |
|     | John Jairo Tréllez      | Delantero     | Atlético Nacional              |
|     | Geovanis Cassiani       | Defensa       | Atlético Nacional              |

### Goleadores
| Jugador               | Goles anotados | Asis. | PJ |   |
| Arnoldo Iguarán       | 4              | -     | -  | - |
| Rubén Darío Hernández | 1              | -     | -  | - |
| Albeiro Usuriaga      | 1              | -     | -  | - |
| --------------------- | -------------- | ----- | -- | - |

## Resultado final
| Colombia               |
| Clasificado            |
| Copa Mundial de Fútbol |
|                        |
| Segunda participación  |